# Tiziana Tramonti
Tiziana Tramonti (geboren am 7. Juli 1954 in Florenz) ist eine italienische Sopranistin.
Die Künstlerin studierte Bratsche am Konservatorium „Luigi Cherubini“ ihrer Heimatstadt und diplomierte mit Auszeichnung. Parallel dazu absolvierte sie ihre Gesangsausbildung bei Ettore Campogalliani, Giorgio Favaretto, Erik Werba und Suzanne Danco. Im Laufe ihrer Karriere ist sie an den bedeutendsten Opernbühnen Italiens aufgetreten – darunter die Scala, die Opernhäuser von Rom, Florenz, Bologna, Turin, Parma, Palermo, Catania, Genova und Napoli, sowie die Arena di Verona. Außerhalb ihres Heimatlandes gastierte sie u. a. bei den Salzburger Festspielen 1998 (als Marcellina in Le nozze di Figaro), in Zürich, Paris, Lyon und München, sowie an der Opéra de Nanterre und am Teatro di Santiago de Compostela.
Die Künstlerin hat mit zahlreichen namhaften Dirigenten zusammengearbeitet, darunter Bruno Bartoletti, Riccardo Chailly, Gianandrea Gavazzeni, Gianluigi Gelmetti, Vittorio Grigolo, Gustav Kuhn, Riccardo Muti, Daniel Oren, Zoltán Peskó, Michel Plasson, Donato Renzetti, Hubert Soudant und Emil Tchakarov.